# ブルガリア語
ブルガリア語（ブルガリア語: български (език) [ˈbɤɫɡɐrski (ɛˈzik)] ( 音声ファイル)）は、ブルガリアの公用語。インド・ヨーロッパ語族のスラヴ語派南スラヴ語群に属する言語。北マケドニアの公用語であるマケドニア語とはきわめて近しい関係にあるとされる。ISO 639による言語コードは、2字がbg, 3字がbulで表される。
ブルガリアのほか、ルーマニア、セルビア、トルコ、ギリシャ、ハンガリー、モルドバ、ウクライナ、ロシア、アメリカ、イスラエル、カナダなどで話されており、母語話者人口は760万人ほどである。

## 概要
9世紀に考案され、長らくスラヴ系（南スラヴ系）諸民族の間で宗教・学問の言語として用いられた古代教会スラヴ語は、ブルガリア・マケドニア方面で話されていた、現在のブルガリア語やマケドニア語の祖となる南スラヴ語（古ブルガリア語）をもとにしており、ブルガリア語自体も古い文語の伝統をもつ。
12世紀から15世紀にはより口語の要素を交えた中期ブルガリア語と呼ばれる文語による文献が数多く編まれたが、その後のオスマン帝国の統治下では教会がコンスタンディヌーポリ総主教庁のギリシア人聖職者たちによって支配されたためにギリシア語に押され、一時衰退を余儀なくされた。
18世紀後半に至ってブルガリア人聖職者の間からブルガリア語復興の機運が生まれ、現代ブルガリア語のもととなる新ブルガリア語が形成されて、民族意識を高めオスマン帝国からの独立運動を支える役割を果たした。
音韻面では *ъ がほかのスラヴ語では他の母音に変化したり消滅したりしたのに対し、ブルガリア語では独立した母音 /ʌ/ として残っているのが特徴的である。現代ブルガリア語の ъ はスラヴ祖語の *ъ /ɯ/ および *ѫ /ɔ̃/ が /ʌ/ に合流した結果の音であり、1945年の正書法改正で表記が ъ に統一された（例：ѫгълъ > ъгъл）。なお動詞の人称語尾における *ѫ/ѭ は а/я と表記される（例：мога < могѫ, могат < могѫтъ, правя < правѭ）。また「щ」は/ʃt/と発音する。
文法の特徴としては名詞や形容詞の格変化が副詞の中に痕跡的にしか残っておらず、後置冠詞がある。また動詞では不定詞が存在しない。これらの特徴はロシア語などのほかのスラヴ語と大きく異なり、ルーマニア語、アルバニア語、現代ギリシア語などと共通する面があるため、バルカン言語連合と呼ばれることがある（もちろん動詞の体のように、ほかのスラヴ語と共通する特徴も多いが、直説法・命令法・条件法の他に伝聞法と呼ばれる4つ目の法をもつ点は際立っている）。

## 文字
文字は最古期の古ブルガリア語ではグラゴル文字が使われることもあったが、基本的には中世以来キリル文字が用いられている。
現代ブルガリア語で用いるキリル文字は全30文字である。これはロシア語と比べた場合、そこからЁ、Ы、Эの3文字を除いた文字体系に相当する。ただし表す音は異なる。
| 文字 | ラテン文字翻字 | 読み方 （発音記号） | 読み方 （カナ） |
| ---- | -------------- | ------------------- | --------------- |
| А    | A              | /a/                 | ア              |
| Б    | B              | /b/                 | ブ              |
| В    | V              | /v/                 | ヴ              |
| Г    | G              | /ɡ/                 | グ              |
| Д    | D              | /d/                 | ドゥ            |
| Е    | E              | /e/                 | エ              |
| Ж    | ZH             | /ʒ/                 | ジュ            |
| З    | Z              | /z/                 | ズ              |
| И    | I              | /i/                 | イ              |
| Й    | Y              | /j/                 | イクラートコ    |
| К    | K              | /k/                 | ク              |
| Л    | L              | /l/                 | ル              |
| М    | M              | /m/                 | ム              |
| Н    | N              | /n/                 | ヌ              |
| О    | O              | /o/                 | オ              |
| П    | P              | /p/                 | プ              |
| Р    | R              | /r/                 | ル              |
| С    | S              | /s/                 | ス              |
| Т    | T              | /t/                 | トゥ            |
| У    | U              | /u/                 | ウ              |
| Ф    | F              | /f/                 | フ              |
| Х    | H              | /x/                 | フ              |
| Ц    | TS             | /ʦ/                 | ツ              |
| Ч    | CH             | /ʧ/                 | チュ            |
| Ш    | SH             | /ʃ/                 | シュ            |
| Щ    | SHT            | /ʃt/                | シター          |
| Ъ    | A              | /ʌ/                 | エルゴリャーム  |
| Ь    | Y              | /ʲ/                 | エルマーラック  |
| Ю    | YU             | /ju/                | ユ              |
| Я    | YA             | /ja/                | ヤ              |

各字母の名称は
- ъ 以外の母音は、その単母音
- 子音は、「その子音音素 + ъ」
- й: и кратко
- ъ: ер голя́м
- ь: ер ма́лък

## 文法

### 代名詞
代名詞には4つの格が存在する。
| 人称、数、性        | 主格   | 対格    | 対格短形 | 与格       | 与格短形 | 所有代名詞 |
| ------------------- | ------ | ------- | -------- | ---------- | -------- | ---------- |
| 一人称単数          | аз     | мене    | ме       | на мене    | ми       | мой        |
| 二人称単数          | ти     | тебе    | те       | на тебе    | ти       | твой       |
| 三人称単数(男/中性) | той/то | него    | го       | на него    | му       | негов      |
| 三人称単数(女性)    | тя     | нея     | я        | на нея     | ѝ        | неин       |
| 一人称複数          | ние    | нас     | ни       | на нас     | ни       | наш        |
| 二人称複数          | вие    | вас     | ви       | на вас     | ви       | ваш        |
| 三人称複数          | те     | тях     | ги       | на тях     | им       | техен      |
| 再帰代名詞          | -      | себе си | се       | на себе си | си       | свой       |